# 朱世宏
朱世宏（1959年2月—），男，汉族，四川郫县人。中华人民共和国政治人物，中国共产党党员，曾任西南石油大学党委书记，四川省教育厅厅长，第十三届全国人民代表大会四川地区代表。

## 生平
2018年2月24日，当选为第十三届全国人大代表。